# فرانسوا فابه
فرانسوا فابه (۲۶ ژانویهٔ ۱۸۸۷ – ۹ مهٔ ۱۹۱۵) رکابزن حرفه‌ای اهل لوکزامبورگ و فرانسه بود که در رشتهٔ دوچرخه‌سواری جاده فعالیت می‌کرد. او توانست در سال ۱۹۰۹ برندهٔ تور دو فرانس شود و رکورد ۵ پیروزی مرحله‌ای پیاپی او همچنان پابرجا است. فابه در جنگ جهانی اول کشته شد.

## آغاز زندگی
فابه در اولنه-سور-ایتون در نرماندی زاده شد. پدرش زادهٔ ویلتز در لوکزامبورگ بود و ملیت لوکزامبورگی برای پسرش گرفت. مادرش نیز زادهٔ لورن بود. فابه گذرنامهٔ لوکزامبورگی داشت؛ ولی در فرانسه زندگی می‌کرد و خود را فرانسوی به شمار می‌آورد.
فابه همزمان با شرکت در مسابقات آماتور به عنوان کارگر بارانداز و اوراق کنندهٔ مبلمان کار می‌کرد.

## فعالیت حرفه‌ای
فابه از سال ۱۹۰۶ تا ۱۹۱۴ رکابزن حرفه‌ای بود. هیکل درشت او (با قد ۱٫۸۶ سانتی‌متر و وزن ۹۱ کیلوگرم) باعث شد که به او لقب غول کلومب دهند. نخستین بار در سال ۱۹۰۶ در تور دو فرانس شرکت کرد؛ ولی نتوانست آن مسابقه را به پایان برساند. در سال بعد در رتبهٔ هفتم قرار گرفت. در تور ۱۹۰۸ عضو تیم پژو بود و با پیروزی در ۴ مرحله، بر سکوی دوم ایستاد.
فابه حاکم مطلق تور دو فرانس ۱۹۰۹ بود و در ۵ مرحلهٔ پیاپی پیروز شد که همچنان رکورد محسوب می‌شود. تور ۱۹۰۹ در بدترین شرایط آب‌وهوایی برگزار شد و بر اثر باران، برف، گِل ضخیم، شبنم و جاده‌های دارای شیارهای عمیق و روسازی‌نشده، ۵۰ رکابزن در روزهای ۷ تا ۱۳ ژوئیه از مسابقه خارج شدند. هرچه شرایط بدتر می‌شد، فابه بهتر رکاب می‌زد. در مرحلهٔ دوم به مسافت ۳۹۸ کیلومتر از روبه به سوی متز، فابه ۲۰۰ کیلومتر را به تنهایی رکاب زد و برنده شد.
روز سوم مسابقه در دمای ۳ درجه سانتی‌گراد آغاز شد و در طول مسیر، هوا بدتر شد. فابه دوباره فرار کرد و پس از طی ۱۱۰ کیلومتر در حالی که پوشیده از گل بود، ۳۳ دقیقه زودتر از رقیب اصلیش، گوستاو گاریگو، در بلفور از خط پایان گذشت.
مرحلهٔ بعدی در ساعت ۲ صبح آغاز شد. رکابزنی فابه جمعیتی ۳ هزار نفری را برای تماشای حرکت او گرد آورده‌بود. دوباره در ۶۲ کیلومتری خط پایان فرار کرد و به تنهایی تا پایان رکاب زد. در سربالایی گردنهٔ پورت، شدت باد دو بار او را از دوچرخه انداخت و یک بار با اسب برخورد کرد. زنجیرش در نزدیکی لیون پاره شد و فاصلهٔ یک کیلومتری تا خط پایان را دوید و دوچرخه را با خود کشید. فابه در پنج مرحله از متز تا لیون با اتکا به توانایی فردی خود برنده شد.
در تور ۱۹۱۰ فابه تا مرحلهٔ هفتم جلوتر از هم‌تیمیش اکتاو لاپیز بود؛ ولی پس از برخورد با یک سگ در دامنهٔ پیرنه به شدت زخمی شد. هرچند در این مرحله به پیروزی رسید، ولی به دلیل مصدومیت قهرمانی را از دست داد. لاپیز در مراحل پایانی رهبری را به دست آورد و فابه بر سکوی دوم ایستاد.
در سال‌های بعد فابه باز هم در تور شرکت کرد و موفقیت‌های نسبی به دست آورد. آغاز جنگ جهانی اول باعث از بین رفتن دوران حرفه‌ای او و بسیاری از هم‌دوره‌هایش شد.

## مرگ
با آغاز جنگ جهانی، فابه به لژیون خارجی فرانسه پیوست و در ۲۲ اوت ۱۹۱۴ به هنگ دوم پیاده در بایون فرستاده شد. در ۹ مهٔ ۱۹۱۵ در نخستین روز نبرد آرتوا در نزدیکی آراس، تلگرامی دریافت کرد، مبنی بر این که دخترش به دنیا آمده‌است. بر پایه یک نقل قول، هنگامی که برای شادی از خاکریز بیرون پرید، هدف گلولهٔ سربازان آلمانی قرار گرفت. گفته‌ای دیگر که بیشتر مورد قبول است، این است که هنگام حمل یک زخمی حین درگیری میان کارنسی و مون-سن-الوا کشته شده‌است.

## نتایج در گرند تورها
|                 | ۱۹۰۶     | ۱۹۰۷    | ۱۹۰۸    | ۱۹۰۹    | ۱۹۱۰    | ۱۹۱۱      | ۱۹۱۲    | ۱۹۱۳    | ۱۹۱۴    |
| جیرو دیتالیا    | ناموجود  | ناموجود | ناموجود | نرفت    | نرفت    | نرفت      | نرفت    | نرفت    | نرفت    |
| پیروزی در مراحل | ناموجود  | ناموجود | ناموجود | —       | —       | —         | —       | —       | —       |
| تور دو فرانس    | ناتمام-۶ | ۷       | ۲       | ۱       | ۲       | ناتمام-۱۲ | 1۱۴     | ۵       | ۹       |
| پیروزی در مراحل | ۰        | ۰       | ۴       | ۶       | ۳       | ۲         | ۰       | ۲       | ۲       |
| ووئلتا اسپانیا  | ناموجود  | ناموجود | ناموجود | ناموجود | ناموجود | ناموجود   | ناموجود | ناموجود | ناموجود |
| پیروزی در مراحل | ناموجود  | ناموجود | ناموجود | ناموجود | ناموجود | ناموجود   | ناموجود | ناموجود | ناموجود |

| ۱        | برنده                               |
| ۲–۳      | سه نفر اول                          |
| ۴–۱۰     | ده نفر اول                          |
| ۱۱–      | گذر از خط پایان                     |
| نرفت     | در مسابقه شرکت نکرد                 |
| ناتمام-x | به پایان نرساند (انصراف در مرحله x) |
| DNS-x    | آغاز نکرد (عدم شرکت در مرحله x)     |
| اخراج    | اخراج شد                            |
| ناموجود  | مسابقه/رده‌بندی انجام نشد            |
| بی‌رتبه   | در رده‌بندی گنجانده نشد              |